# 約瑟夫·卡爾 (普法爾茨-蘇爾茨巴赫)
約瑟夫·卡爾（德語：Joseph Karl，1694年11月2日—1729年7月18日），普法爾茨-蘇爾茨巴赫伯爵特奧多爾·歐斯塔赫的長子，母親是黑森-羅滕堡伯爵威廉一世的女兒瑪麗·艾蕾諾爾。

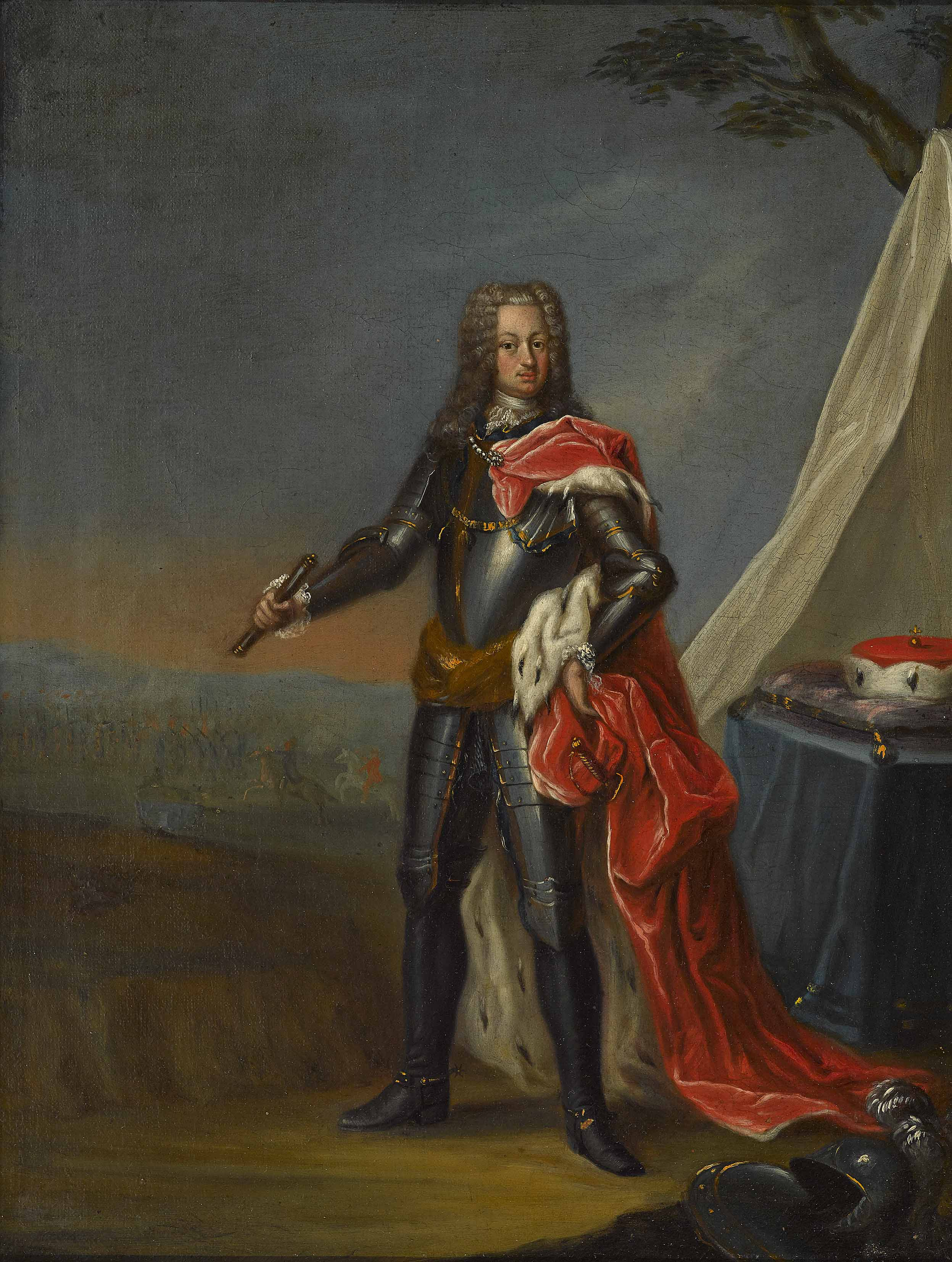

## 家庭
1717年，約瑟夫·卡爾和普法爾茨選侯卡爾三世·菲利普的女兒伊莉莎白結婚，兩人共有三個女兒：
1. 伊莉莎白·奧古斯塔（1721年—1794年）
2. 瑪麗亞·安娜（德语：Maria Anna von Pfalz-Sulzbach）（1722年—1790年）
3. 瑪麗亞·法蘭西絲卡（1724年—1794年）